# Čím
Čím (německy Tschim) je obec v okrese Příbram ve Středočeském kraji, asi 15 km východně od Dobříše. Žije zde 384 obyvatel.
Obcí protéká Meredský potok, drobný levý přítok Vltavy.

## Název
Název vesnice (lidově též Čim) je odvozen z osobního jména Čám ve významu Čámův dvůr. V historických pramenech se název objevuje ve tvarech: de Cziemie (1318), Tzschim (1356), Cziemy (1381), de Cziemye (1381), Czem (1394), Czemye (1406), Czymi (1476), „w Czymj“ (1545), „nad rybníkem Cziamskym“ (1545), Cžiemie (1653) a Cžim (1788).

## Historie
První písemná zmínka o vesnici pochází z roku 1318.

## Obyvatelstvo
| Rok            | 1869 | 1880 | 1890 | 1900 | 1910 | 1921 | 1930 | 1950 | 1961 | 1970 | 1980 | 1991 | 2001 | 2011 | 2021 |
| -------------- | ---- | ---- | ---- | ---- | ---- | ---- | ---- | ---- | ---- | ---- | ---- | ---- | ---- | ---- | ---- |
| Počet obyvatel | 434  | 461  | 447  | 412  | 411  | 367  | 340  | 235  | 253  | 234  | 235  | 221  | 215  | 311  | 387  |
| Počet domů     | 61   | 64   | 64   | 70   | 67   | 69   | 74   | 94   | 60   | 56   | 65   | 78   | 89   | 111  | 136  |

## Obecní správa

### Části obce
- Čím (k. ú. Čím)

Součástí obce je také základní sídelní jednotka Hrdlička. K obci patří také Luh, Malčany, Na Meredě, Pohodnice, U Křížku, V Ráji a Zátiší.
Sousedními obcemi sídla jsou Korkyně, Chotilsko, Neveklov, Rabyně a Buš.

### Územněsprávní začlenění
Dějiny územněsprávního začleňování zahrnují období od roku 1850 do současnosti. V chronologickém přehledu je uvedena územně administrativní příslušnost obce v roce, kdy ke změně došlo:
- 1850 země česká, kraj Praha, politický okres Příbram, soudní okres Dobříš[8]
- 1855 země česká, kraj Praha, soudní okres Dobříš
- 1868 země česká, politický okres Příbram, soudní okres Dobříš
- 1939 země česká, Oberlandrat Tábor, politický okres Příbram, soudní okres Dobříš[9]
- 1942 země česká, Oberlandrat Praha, politický okres Příbram, soudní okres Dobříš[10]
- 1945 země česká, správní okres Příbram, soudní okres Dobříš[11]
- 1949 Pražský kraj, okres Dobříš[12]
- 1960 Středočeský kraj, okres Příbram
- 2003 Středočeský kraj, okres Příbram, obec s rozšířenou působností Dobříš

### Obecní symboly
Znak a vlajka byly obci uděleny rozhodnutím předsedy Poslanecké sněmovny Parlamentu České republiky dne 9. října 2007.

## Společnost

### Rok 1932
V obci Čím (přísl. Malčany, Moráň, 340 obyvatel, četnická stanice) byly v roce 1932 evidovány tyto živnosti a obchody: biograf Čím, 3 cihelny, družstvo pro rozvod elektrické energie v Čími, 3 hostince, 2 kováři, 4 mlýny, 2 obuvníci, 4 rolníci, řezník, 2 obchody se smíšeným zbožím, trafika, 2 truhláři, 3 velkostatky.

## Pamětihodnosti
- Kaple

## Doprava

### Dopravní síť
Do obce vedou silnice III. třídy. Železniční trať ani stanice či zastávka na území obce nejsou.

### Autobusová doprava 2024
Autobusovou dopravu v obci Čím zajišťuje společnost Arriva Střední Čechy. Obec je součástí Pražské integrované dopravy (PID). V obci se nachází zastávka Čím. Na silnici směrem na Buš, na rozcestí s Hrdličkou, se nachází zastávka Čím,Hrdlička. Autobusová linka 361 vede z Prahy ze Smíchovského nádraží přes Měchenice, Davli, Štěchovice, Slapy, Buš, Čím, Korkyni, Nový Knín, Mokrovraty, Starou Huť a končí v Dobříši.

### Lodní doprava 2024
U Hrdličky se nachází přístaviště Hrdlička (v k. ú. Buš). Lodní doprava Slapy je v provozu od 1. června do 1. září. V červnu jsou plavby pouze o víkendech, v červenci a srpnu každý den.

## Turistika
- Cyklistika – Obcí vede cyklotrasa č. 301 Kamýk nad Vltavou – Čelina – Prostřední Lhota – Čím – Buš.
- Pěší turistika – Obcí vedou červeně značená turistická trasa Štěchovice – Slapy – Čím – Živohošť a zeleně značená trasa Čím – Nové Dvory – Štěchovice.